# Les Invités
Les Invités est une web-série québécoise en neuf épisodes de 26 minutes et moins diffusée entre à partir du 27 mars 2012 sur Tou.tv.

## Synopsis
5 personnes se retrouvent dans un hôtel mystérieux, sans savoir exactement pourquoi ils sont là et qui ils sont. Au fur et à mesure que le temps passe, ils se remémorent leur passé et les liens qui les unissent. Avec tout cela, une réceptionniste avec ses desseins secrets et les deux propriétaires de l'hôtel viennent ajouter au suspense. Les cinq "invités" doivent faire leurs choix à savoir s'ils suivront la propriétaire qui les incite à se culpabiliser et à avoir des remords ou suivre le propriétaire qui les pousse à se pardonner eux-mêmes. Que choisiront-ils ? Trahison, amour et suspense au rendez-vous.

## Distribution
- Viviane Audet : Laura
- Annette Garant : Angie
- Sébastien Huberdeau : Adrien
- Laurent Lucas : Novak
- Gabriel Maillé : Raphaël
- Geneviève Rioux : Madame Nimmer
- Marie Turgeon : Éléanor
- Norman Helms : Malcolm

## Fiche technique
- Auteure : Mélanie Patry-Spencer
- Réalisateur :
- Producteur :
- Productrice déléguée :
- Directrice de production :
- Producteurs exécutifs :
- Production :